# Аноним (хронист)
Анони́м (венг. и лат. Anonymus) — хронист и нотариус при дворе короля Белы (лат. Bele Regis Notarius), предположительно, Белы III, в конце XII — начале XIII века, автор Gesta Hungarorum.

## Личность
Личность Анонима однозначно не установлена. Сам он называет себя P. dictus magister (с лат. — «Мастер, именующий себя П»).
Из предисловия к Gesta Hungarorum следует, что автор обучался в Западной Европе, предположительно — в Парижском университете. Большинство исследователей отождествляют «короля Бела» с королём Венгрии Белой III (ок. 1148 — 1196). Наиболее вероятными кандидатами на роль Анонима считаются епископ Дьёрский Петер или епископ Трансильванский Петер Пал (венг. Pál Péter). Существует также версия, по которой Аноним — это мастер Поус (венг. Pous), нотариус при дворе Белы IV.

## Творчество
Аноним был одним из самых известных средневековых венгерских авторов. В 57 главах он описал историю расселения венгров, где среди прочего записал имена племенных вождей.
Самым известным произведением Анонима является Gesta Hungarorum (с лат. — «Деяния венгров») — историческое сочинение, содержащее информацию о ранней истории венгров. Переведённая с латыни на венгерский язык Иштваном Летенейем (1791), Мэнди Иштваном (1799) и Сабо Кароем (1860), она до сих пор является одним из основным источников об этом периоде венгерской истории.

### Комментарии
1. ↑  Поскольку точное время его жизни не установлено, в этом нет полной уверенности[1]